# St. Chamond (tank)
St. Chamond byl francouzský tank z 1. světové války. Byl konkurencí prvního francouzského tanku Schneider CA1. Poprvé byl užitý v boji v roce 1917. V žádném případě nedosahoval kvalit tehdejších britských tanků. Po válce byl vyměněn za mnohem kvalitnější britské tanky Mark IV.

## Externí odkazy

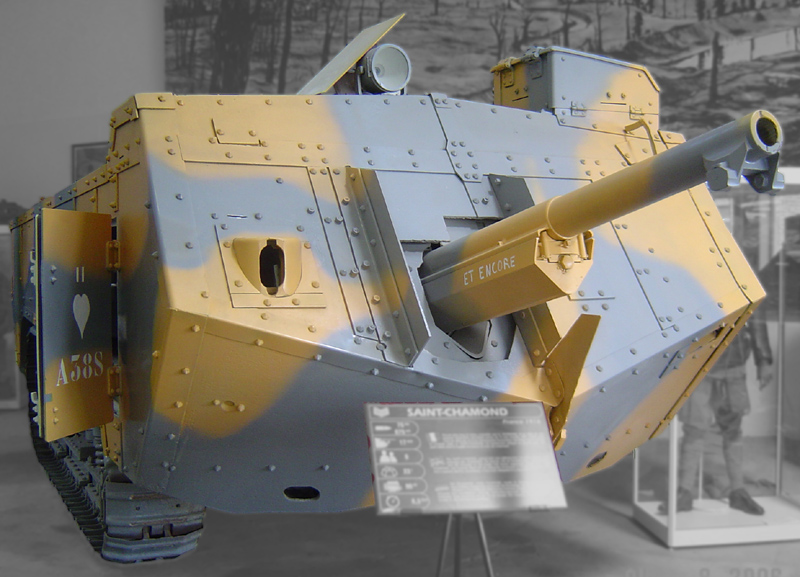
St. Chamond v muzejní expozici